# Þórdís Kolbrún R. Gylfadóttir
Þórdís Kolbrún Reykfjörð Gylfadóttir, född 4 november 1987 i Akranes, Island, är en isländsk jurist och politiker. Gylfadóttir, som tillhör Självständighetspartiet, är sedan den 9 april 2024 Islands utrikesminister.